# اوگماو، میشیگان
اوگماو (به انگلیسی: Ogemaw Township) یک منطقهٔ مسکونی در ایالات متحده آمریکا است که در شهرستان اوگماو واقع شده‌است.
 اوگماو  ۱٬۲۲۳ نفر جمعیت دارد و ۳۷۵ متر بالاتر از سطح دریا واقع شده‌است.